# Komsomolski (Kushchóvskaya, Krasnodar)
Komsomolski (del ruso: Комсомольский) es un jútor del raión de Kushchóvskaya del krai de Krasnodar, en Rusia. Está situado a orillas de un pequeño afluente por la derecha del río Sosyka, tributario del Yeya, 18 km al suroeste de Kushchóvskaya y 164 km al nordeste de Krasnodar, la capital del krai. Tenía 906 habitantes en 2010
Pertenece al municipio Pervomáiskoye.